# Jane C. Wright
Jane Cooke Wright, conhecida também como Jane Jones (Nova Iorque, 30 de novembro de 1919 – Guttenberg, 19 de fevereiro de 2013), foi uma médica oncologista estadunidense, pioneira no tratamento e pesquisa do câncer e cirurgiã, com grande contribuições para a quimioterapia. 
À Jane é creditado o desenvolvimento de técnicas de cultura de tecidos humanos em testes de efeitos colaterais de drogas em células cancerosas ao invés de utilizar cobaias, como ratos. Foi também pioneira no uso da droga Metotrexato no tratamento de câncer de mama e no uso de micose fungoide no tratamento de câncer de pele.

## Biografia

### Vida pessoal e educação
Jane nasceu em Manhattan, na cidade de Nova Iorque, em 30 de novembro de 1919. Sua mãe, Corinne Cooke, era professora de escola pública e seu pai, Louis T. Wright, foi um dos primeiros negros a se formar na Harvard Medical School. Louis tinha uma longa tradição familiar na medicina, tendo sido filho de Ceah Ketcham Wright, médico e enteado de William Fletcher Penn, o primeiro negro a se formar no Yale School of Medicine. O tio-avô de Jane, Harold Dadford West, também era médico, tendo sido presidente do Meharry Medical College. Jane e a irmã, Barbara Wright Pierce, cursaram medicina, seguindo os passos do pai e dos avôs.
Quando criança, Jane estudou na Ethical Culture Fieldston School, formando-se em 1938. Formou-se em Arte, no Smith College, em 1942, formando-se em medicina e obtendo o título, com honras, em 1945, pela New York Medical College.

### Profissão
Assim que se formou na faculdade de medicina, Jane fez residência no Hospital Bellevue e no Hospital do Harlem (1947–48), completando o estágio como residente-chefe. Em 1949, juntou-se ao pai no centro de pesquisa do câncer do Hospital do Harlem, que ele mesmo fundou e sucedendo-lhe como diretora quando ele faleceu, em 1952. Em 1955, ela foi indicada para uma posição como pesquisadora no Centro Médico Bellevue, da New York University, como professora associada e diretora da pesquisa de câncer.

### Pesquisa
Por muito tempo tivemos disponíveis para combater o câncer uma combinação de cirurgia e radioterapia, entretanto, alguns tumores são resistentes a radiação. O que poderia acarreta o surgimento de tumores mais agressivos. Por isso, a Dra. Wright revolucionou o tratamento de câncer com a quimioterapia. Em 1949, seu trabalho se inicia, juntamente com seu pai, Dr. Louis Tompkins Wright, na fundação de pesquisa do câncer do Hospital Harlem (Harlem Hospital Cancer Research Foundation).
Para entender o funcionamento e comportamento das células cancerígenas no corpo humanos, Dra. Wright e seu pai, demostraram que essas células tumorais poderiam ser removidas e estudadas em laboratório, para fim de diagnostico. Assim, poderiam saber quais terapias seria melhor para combate-las. As novas técnicas de terapias, para administração de quimioterapia, foram pesquisadas por eles através de várias analises de quimioterápicos. Algumas dessas terapias desenvolvida por eles são ainda utilizadas no tratamento de câncer de mama e leucemia infantil, é o caso do medicamento quimioterápico metotrexato. 
Jane trabalhou, principalmente, com estudos envolvendo os efeitos de várias drogas em tumores cancerígenos, sendo a primeira a identificar o metotrexato, uma das primeiras drogas quimioterápicas, uma ferramenta importante contra tumores. Sua pesquisa preliminar tirou a quimioterapia da área experimental e de tratamento hipotético, para a área de droga efetiva para o tratamento de câncer de forma segura, com isso, salvando milhões de vidas todos os anos.
Em seguida, Jane focou no trabalho pioneiro de combinar os efeitos dos quimioterápicos. Não era apenas uma questão de aplicar múltiplas drogas, mas de estabelecer uma sequência e dosagens variadas para aumentar a eficiência da medicação e minimizar os efeitos colaterais. Com sucesso, ela identificou tratamentos eficazes para o câncer de mama e de pele, desenvolveu protocolos de quimioterapia que aumentou a sobrevida de pacientes com câncer de pele em dez anos. Jane publicou mais de 75 artigos científicos a respeito durante a carreira.. Também colaborou com a pesquisa da bióloga e pesquisadora do câncer, Jewel Plummer Cobb
Jane foi uma dos sete fundadores (e a única mulher) da Sociedade de Oncologia Clínica Americana, em 1964. Em 1971, foi a primeira mulher eleita para a presidência da Sociedade do Câncer de Nova York. Foi indicada como membro e chefe do departamento de quimioterapia do New York Medical College, em 1967. Foi indicada, pelo presidente Lyndon Johnson, para o Conselho Nacional do Câncer, servindo de 1966 a 1970. Trabalhou também na comissão presidencial de Doenças Cardíacas, Câncer e Derrame(1964–65).
Em sua carreira, foi bastante ativa também fora dos Estados Unidos. Liderou delegações de oncologistas à China e à União Soviética, em países da África e da Europa Oriental. Trabalhou em Gana, em 1957 e no Quênia, em 1961, tratando pacientes com câncer. De 1973 a 1984, foi vice-presidente da Fundação de Pesquisa Médica Africana.

## Últimos anos e morte
Jane se aposentou da pesquisa em 1985 e foi indicada como professora emérita do New York Medical College, em 1987. Foi casada com o advogado David D. Jones (m. 1976), em 1947, com quem teve duas filhas, Jane Wright Jones e Alison Jones.
Em 2011, a Sociedade de Oncologia Clínica Americana criou o prêmio Jane C. Wright, MD, Young Investigator Award, em reconhecimento a seus feitos para a medicina e para a pesquisa do câncer. O prêmio é voltado para pesquisadores que realizarem avanços significativos na área.
Jane morreu em casa, em Guttenberg, em 19 de fevereiro de 2013. Segundo sua filha Jane, a mãe tinha demência.

## Prêmios
- Prêmio de Mérito, da revista Mademoiselle (1952) por seu estudo sobre a eficiência da quimioterapia[9]
- Prêmio Damon Runyon (1955)
- "Spirit of Achievement Award", da Albert Einstein College of Medicine (1965)[2]
- Prêmio "Hadassah Myrtle Wreath" (1967)[2]
- "Smith Medal" do Smith College (1968)
- American Association for Cancer Research Award (1975)[7]
- Prêmio "Otelia Cromwell" do Smith College (1981)[7]